# Santiago Tepetlapa (kommun)
Santiago Tepetlapa är en kommun i Mexiko.   Den ligger i delstaten Oaxaca, i den sydöstra delen av landet, 260 km sydost om huvudstaden Mexico City.
Följande samhällen finns i Santiago Tepetlapa:
- Santiago Tepetlapa